# Бертолуччи, Джузеппе
Джузе́ппе Бертолу́ччи (итал. Juseppe Bertolucci; 27 февраля 1947, Парма — 16 июня 2012, Дизо) — итальянский кинорежиссёр, драматург и писатель.

## Биография
Сын поэта Аттилио Бертолуччи и младший брат Бернардо Бертолуччи. Свою работу в кино начал в качестве ассистента последнего и продюсера на фильме «Стратегия паука» (1970). Принимал участие как сопостановщик в создании среднеметражного коллективного фильма «Бедные умирают раньше» (1971). Дебютировав как режиссёр игрового кино телефильмом «Пойти и прийти» (1972), на телевидении снял документальный фильм «Азбука кино» (1975) и художественный «Если счастья пока нет» (1976).
Один из авторов сценария исторического эпоса «Двадцатый век» (1976) Бернардо Бертолуччи. В большом кино его дебют состоялся, когда по мотивам пьесы в монологах, написанной им в соавторстве с Роберто Бениньи и с участием последнего, самостоятельно поставил фильм «Берлингуэр, я тебя люблю» (1977), политическую комедию об инфантильном люмпене, имевшую значительный резонанс.
Свою зрелость как режиссёр Бертолуччи подтвердил последующими работами — «Пропавшие вещи» (1979) и «Секреты, секреты» (1984), «Странная жизнь» (1987), «Верблюды» (1988), «Недолюбовь» (1989), третьей новеллой в фильме «Особенно по воскресеньям» (1991). В 1986 снял картину «Весь Бениньи» с участием своего друга и единомышленника. Работал на телевидении — «Грязное белье» (1980; фильм-расследование под патронажем Итальянской коммунистической партии), «Внутренние эффекты» (1983), «Как и почему» (1987), «Жизнь как игра—2» (1992). Все эти годы активно выступал как продюсер.
Скончался Джузеппе Бертолуччи 16 июня 2012 года в Дизо, Италия.

## Работы
- 1969 — Стратегия паука, актёр
- 1975 — Cinema According To Bertolucci, The / Making Of «1900», The исполнитель, режиссёр
- 1976 — Двадцатый век, сценарий
- 1977 — Berlinguer Ti Voglio Bene режиссёр, сценарий
- 1979 — Луна сюжет
- 1980 — Oggetti Smarriti режиссёр, сценарий
- 1983 — Ты беспокоишь меня сценарий
- 1983 — Personal Effects режиссёр
- 1983 — Tutto Benigni режиссёр
- 1984 — L’addio A Enrico Berlinguer, режиссёр
- 1984 — Nothing Left To Do But Cry сценарий
- 1985 — Secrets Secrets режиссёр, сценарий
- 1987 — Strana La Vita режиссёр
- 1988 — Camels, The режиссёр, сценарий
- 1989 — Amori In Corso режиссёр, сценарий
- 1991 — Especially On Sunday режиссёр
- 1991 — Viaggiatore Cerimonioso, Il режиссёр
- 1994 — Troppo Sole / Women Alone режиссёр
- 1995 — Остаётся лишь плакать сценарий
- 1996 — Pratone Del Casilino, Il режиссёр
- 1998 — Ferdinando (TV) режиссёр
- 1998 — Probably Love режиссёр, сценарий
- 1999 — Dolce Rumore Della Vita, Il режиссёр, сценарий
- 2001 — L’amore Probabilmente, режиссёр
- 2002 — Luparella режиссёр